# Valenciai kikötő
A valenciai kikötő egy nemzetközi kereskedelmi és utasforgalmi kikötő Valenciában, Spanyolországban. 2019-es adatok szerint a kikötő évi 81 millió tonna és 5,4 millió TEU áruforgalmat bonyolított le. Egyben Spanyolország legforgalmasabb konténerkikötője, a Földközi-tengeren a második, amit a Pireuszi kikötő előz csak meg. Áruforgalom szempontjából a második legforgalmasabb, csak az algecirasi kikötő forgalmasabb.
A kikötő Valencia egyik legnagyobb munkaadója: 15 ezer dolgozója van, akik évi 7500 hajót szolgálnak ki.

## Történelme
A kikötő történelme 1483-ra nyúlik vissza, amikor II. Ferdinánd király felhatalmazza Antoni Joant, hogy fahídat építsen a Grao-negyed partján. 
A 19. századig különböző építési munkálatok zajlottak a kikötő megépítésére, de a Turia folyó gyakori áradásai és a tengerparti homok mozgása miatt, nem voltak különösen sikeresek a kivitelezések. A forgalom eközben jelentősen megnőtt és a királyság különböző kereskedelmi privilégiumokra tett szert több királysággal valamint 1791-től az Amerikába induló kereskedelemnek is megnyílt a kikötő. Valencia lett a Spanyol Királyság hatodik tengeri tartománya. 

## Leírása
A kikötőt, a Valenciai Kikötői Hatóság felügyeli, amihez társkikötőként tartoznak Sagunto és Gandía kikötői. Ezek mind a Földközi-tenger partonvalán találhatók, 80 km-es szakaszon.

## Társkikötők

### Sagunti kikötő
A kikötő éves forgalmának 10%-át a cseppfolyosított földgáz kereskedése teszi ki, hisz a közelben van újragázosító üzem. A kikötő forgalmának nagyrészét a vas és acéltermékek, műtrágyák, építési anyagok, faáruk és romlandó termékek teszik ki. 

### Gandíai kikötő
A gandiai kikötő elsősorban faipari termékek export-importjával foglalkozik.

## Személyforgalom
A kikötőből naponta közlekedik komp a Baleár-szigetekre. 